# Игра с огнём (альбом)
«Игра́ с огнём» — четвёртый студийный альбом группы «Ария», выпущенный изначально в виде магнитоальбома на магнитофонных катушках и аудиокассетах в марте 1989 года. Издан Всесоюзной фирмой «Мелодия» на грампластинках 7 августа 1990 года. Является вторым виниловым изданием группы. Первый альбом группы с участием барабанщика Александра Манякина и без постоянного продюсера Виктора Векштейна.
Альбом состоит из семи песен и был записан в студии Московского Дворца молодёжи в 1989 году. Музыку для альбома придумали Виталий Дубинин и Владимир Холстинин, а слова написала Маргарита Пушкина.

## История создания
Альбом выпущен «арийцами» после расставания с директором группы Виктором Векштейном. На момент записи права на название «Ария» все ещё принадлежали Векштейну, но претензий к его использованию он не предъявил. Второй альбом группы, выпущенный фирмой «Мелодия» на грампластинках.
Заглавная песня «Игра с огнём» стала одной из самых популярных у Арии. В её вступлении использован фрагмент «Каприса № 24» Никколо Паганини, а текст романтически обыгрывает миф, что Паганини продал душу дьяволу за виртуозную игру. Это одно из первых обращений Арии к мистической теме, которая вскоре станет одной из основных в творчестве группы.
На третьей минуте трека «Игра с огнём» Кипелов на протяжении 17 секунд тянет звук «о». Этот эпизод является уникальным во всём творчестве группы. После ухода Валерия Кипелова из группы, в одном из интервью Виталий Дубинин заявил, что в альбоме была использована так называемая «склейка кусков».

Из интерактива группы «Ария» (Вопрос Дубинину):
10.02.2007 Е. Бугров, Москва
— Скажите Виталий, правда ли вы собираетесь исполнять на концертах «Игру с огнём»? Дело в том, что сленде говорят, что Кипелов там тянет какую-то высокую ноту 17 секунд. И что Беркут живьём так не сможет. Концертную запись с Кипеловым я не нашёл. А вы что думаете?
Ответ:
— Интересный вопрос! На самом деле и Валерий на концертах никогда не тянул эту ноту указанное время (я, кстати, точно никогда не измерял 16, 17 секунд...)! Дело в том, что при записи этот момент был склеен из двух дорожек, на первой он начинал, на второй продолжал с половины. Чтобы не было слышно склейки в том месте мы добавляли реверберацию и задержку одновременно — это позволило скрыть шероховатости. Хотя, если прислушаться, то всё равно заметно, как к середине голос начинает затухать, а потом вдруг опять становится мощнее, да ещё в конце делает некий пассаж. На концертах такой продолжительности звучания на одном дыхании достичь никогда и не удавалось, хотя Валерий тянул максимально долго! Так что, извините, но на записи мы нахимичили… А вот сколько по времени протянет это место Беркут — самому интересно.
Большинство остальных песен посвящены социальной тематике. «Что вы сделали с вашей мечтой?» — о ломке массового сознания советского народа в Перестройку, «Раскачаем этот мир» — о противостоянии рокеров и гопников, «Раб страха» — о тирании и революции, «Бой продолжается» о «вьетнамском синдроме» (Холстинин рассказывал, что песня написана под впечатлением от просмотра фильма «Рэмбо: Первая кровь»), «Дай жару!» — о металлистах. Песня «Искушение» посвящена любви и сексу и перекликается с песней «Улица роз».
Альбом был достаточно успешным и разошёлся тиражом 835 тыс. экземпляров, хотя это намного меньше, чем предыдущий альбом «Герой асфальта», проданный в количестве минимум 1,5 млн. копий.

## Список композиций
Все тексты написаны Маргаритой Пушкиной, вся музыка написана Владимиром Холстининым и Виталием Дубининым в соавторстве.
| №  | Название                         | Английское издание                | Длительность |
| -- | -------------------------------- | --------------------------------- | ------------ |
| 1. | «Что вы сделали с вашей мечтой?» | What Have You Done to Your Dream? | 5:22         |
| 2. | «Раскачаем этот мир»             | Rock This World                   | 6:01         |
| 3. | «Раб страха»                     | Fear Slave                        | 4:40         |
| 4. | «Искушение»                      | Temptation                        | 4:00         |
| 5. | «Игра с огнём»                   | Play with Fire                    | 9:04         |
| 6. | «Бой продолжается»               | Fight Is Going On                 | 6:08         |
| 7. | «Дай жару!»                      | Let the Heat!                     | 4:25         |

## Участники записи
Издание на грампластинках 1990 года
- Валерий Кипелов — вокал
- Владимир Холстинин — гитара
- Сергей Маврин — гитара, акустическая гитара
- Виталий Дубинин — бас-гитара, бэк-вокал
- Александр Манякин — ударные
- Звукоинженеры студии МДМ (запись) — Иван Евдокимов и Сергей Рылеев[3]
- Звукорежиссёр студии МДМ (сведение) — Игорь Замараев
- Редактор текста пластинки — Ольга Глушкова
- Художник - Михаил Мушников
- Фотограф - Георгий Молитвин

Переиздание на компакт-дисках 1994 года
- Мастеринг — Стас Карякин
- Дизайн-художник — Василий Гаврилов
- Компьютерный дизайн — Валентин Кудрявцев
- Продюсеры — Владимир Холстинин и Виталий Дубинин
- Менеджмент — «Ария»

## Клипы к альбому
1. «Дай жару» (1989)

В рецензии на сборник видеоклипов «Арии» «Все клипы» (2008) музыкальный критик Денис Ступников отметил, что видео на песню «Дай жару» (1989) нельзя считать «предметом особой гордости».

## Интересные факты
- На юбилейном концерте «Герой асфальта: XX лет» песня «Игра с огнём» была исполнена дуэтом Валерия Кипелова (партия Никколо Паганини) и Артура Беркута (партия Дьявола).
- На 25-летие группы Валерий Кипелов и Артур Беркут исполнили дуэтом песню «Бой продолжается».
- Единственный альбом группы, где авторами музыки выступили всего два композитора, причём исключительно в соавторстве — песни, написанные одним человеком, в альбоме отсутствуют.
- Заглавный трек «Игра с огнём», продолжительностью 9 минут 4 секунды, на протяжении 29 лет (1989-2018) удерживал рекорд длительности, 13 ноября 2018 года уступив треку «Проклятье морей» (12 минут 5 секунд) из одноименного альбома.